# 大隅大崎駅
大隅大崎駅（おおすみおおさきえき）は、鹿児島県曽於郡大崎町仮宿にかつて設置されていた、日本国有鉄道（国鉄）大隅線の駅（廃駅）である。大隅線の廃止に伴い、1987年（昭和62年）3月14日に廃駅となった。

## 歴史
- 1935年（昭和10年）10月28日：開業[1]。
- 1971年（昭和46年）10月4日：貨物営業廃止[1]。
- 1984年（昭和59年）2月1日：荷物扱い廃止[1]。
- 1987年（昭和62年）3月14日：大隅線の全線廃止に伴い、廃駅となる[1]。

## 駅構造
- 大崎町の中心駅であった。
- 勾配上にある駅であった。
- 千鳥状に配置された相対式ホーム（千鳥式ホーム）2面2線を有する、列車交換が可能な駅であった。
- 直営駅であった。

## 駅周辺
- 大崎町役場
- 大崎町立大崎小学校
- 大崎町立大崎中学校
- 大崎郵便局
- 上町簡易郵便局
- 持留川

## 隣の駅
日本国有鉄道
大隅線
菱田駅 - 大隅大崎駅 - 三文字駅